# Savara anomioides
Savara anomioides är en fjärilsart som beskrevs av Walker 1864. Savara anomioides ingår i släktet Savara och familjen nattflyn. Inga underarter finns listade.